# Shangdu (Yuan)
Pour les articles homonymes, voir Xanadu, Shangdu et Xandu.
Shangdu ou Yuan Shangdu (chinois : 元上都 ; pinyin : yuán shàngdū ; litt. « capitale supérieure »), parfois retranscrit Shang-tu) est la première capitale de Kubilaï Khan, empereur mongol qui régna sur la Chine de 1260 à 1294 et fonda la dynastie Yuan (1271-1368), puis réunifia la Chine (1276-1279). La ville, dont il ne reste que des ruines, est située dans l'actuelle Mongolie-Intérieure, à 275 km au nord de Pékin et à 28 km au nord-ouest de Duolun. Le site est inscrit au Patrimoine mondial de l'UNESCO.
La ville est devenue célèbre en Europe grâce au livre de Marco Polo (1298).
Xanadu est un autre de ses noms, donné par Samuel Taylor Coleridge dans un de ses poèmes, puis popularisé par le film Citizen Kane d'Orson Welles, où il désigne la grandiose résidence construite par Kane.

## Historique
Avant d'accéder à la tête de l'empire mongol, Kubilaï avait été nommé khan de la Chine du Nord par son frère le khagan Möngke après 1251. Il y fit bâtir Shangdu, sa capitale, en suivant les conseils de son ministre chinois Liu Bingzhong (en) (劉秉忠, liú bǐngzhōng),.
Après la mort de son frère Möngke, Kubilaï Khan s'y fait proclamer empereur des Mongols le 5 mai 1260.
D'abord nommée Kaiping (开平 / 開平, kāipíng), la ville est élevée au rang de capitale supérieure (Shangdu) en 1264 lorsque Kubilaï est reconnu empereur par ses rivaux. Puis elle redevient Kaiping, capitale d'été des empereurs mongols de Chine, en 1278, lorsque Kubilaï s'installe à Pékin, qu'il avait fait rebâtir.
En 1368, Togoontomor, le dernier empereur Yuan, s'y enfuit, en espérant pouvoir reprendre Dadu (actuelle Pékin), mais il échoue. La cité est rasée la même année, lors de la révolte des Turbans rouges qui précipita la chute de la dynastie Yuan et son remplacement par les Ming.
Les vestiges visibles sont au niveau du sol : des bases de murs recouverts de terre et une plate-forme circulaire en brique au centre de l'enceinte intérieure.

## Plan de la ville
La construction de la ville dura 4 ans et fut achevée en 1256, au prix du travail forcé de dizaines de milliers d'esclaves. Elle s'organise en une « ville extérieure » carrée, de 2,2 km de côté, renfermant en son coin sud-est une « ville intérieure », également carrée, de 1,4 km de côté, où s'élevait le palais impérial qui avait 550 m de large (soit 40 % de la superficie de la Cité interdite à Pékin).
Cette division hiérarchisait la ville. Les grandes demeures en pierre de taille, réservée aux dignitaires, composaient la cité de pierre. À proximité, la cité des scribes, parsemée de temples et de nombreuses fontaines, était habitée par les fonctionnaires de l'administration impériale, les militaires, les ingénieurs et la cour.
Une troisième cité, la plus large, concentrait les habitations du peuple, où des maisons en pierre de facture chinoise alternaient avec des yourtes mongoles, structures mobiles déplacées au gré des voyages impériaux. Ceinte d'une muraille militaire, elle renfermait un zoo et des parcs. On estime à 200 000 la population de Shangdu à son apogée.

## De Marco Polo à Mandrake le Magicien

### Marco Polo
Le vénitien Marco Polo a séjourné plusieurs fois dans cette ville, lors de son arrivée à la cour de Kubilaï en 1274, puis lorsqu'il y accompagnait la cour. Dans son livre, il la nomme d'abord Clemeinfu (Kaipingfu) puis Ciandu (prononcé tʃandu en italien).
Sa description de Shangdu, juste avant le début du Livre II de son récit, introduit la narration des « grands faits et des merveilles du grand seigneur des seigneurs, c'est-à-dire le grand seigneur qui est le Kaan des Mongols, lequel est appelé Cublay, très noble seigneur et puissant ». Sa description commence ainsi :

« [U]ne cité... qui se nomme Ciandu, que le grand Kaan qui actuellement règne fit faire. Et il y a un très beau palais de marbre. Les chambres dedans sont toutes peintes à l'or, à images et à figures de bêtes et d'oiseaux et d'arbres et de fleurs de plusieurs manières si bien et si finement que c'est un plaisir et une merveille à voir. Autour de ce palais il y a des murs qui comprennent 16 milles de terres, où il y a des sources et rivières et assez de belles prairies. Et il y a dedans des bêtes de toutes espèces sauvages, non féroces, que le seigneur y fait mettre et qu'il maintient pour donner à manger aux gerfauts et aux faucons qu'il tient là en cage, qui sont plus de 200 gerfauts sans les faucons. Et lui-même va les voir chaque semaine dans leurs cages. Et il va par là parfois à cheval, et il a derrière lui en croupe un léopard. Et quand il voit quelque bête qui lui plaît, il laisse aller le léopard et la prend, et la donne à manger aux oiseaux qui sont en cage... et le Seigneur demeure là en cette prairie, parfois au palais de marbre, parfois dans celui de bambous, trois mois par an : c'est juin et juillet et août. ... »

— Marco Polo, Le Livre de Marco Polo

### Samuel Coleridge
Vers 1800, Samuel Taylor Coleridge (1772-1834) dans son fameux poème Kubla Khan célèbre le palais dans un rêve qui prend la forme d'une vision hallucinée ; il le sous-titra d'ailleurs A Vision in a Dream (Une vision dans un rêve). Par ailleurs, le poème inaugure la graphie « Xanadu », qui détermine une prononciation en quelque sorte fautive avec /ks/.
« À Xanadu, Kubla Khan fit ériger | Un majestueux dôme de plaisir… »
« In Xanadu did Kubla Khan

A stately pleasure dome decree… »
— Samuel Taylor Coleridge, premiers vers de Kubla Khan, 1816.
L'écrivain Jorge Luis Borges met en relation le rêve du poète anglais sur Shangdu/Xanadu comme le prolongement direct de celui identique du chroniqueur perse Rashid al-Din, auteur au XIVe siècle d'une histoire de l'Empire mongol, Jami al-tawarikh. Si on souligne l'habilité de Borgès à mélanger fiction et histoire, c'est pour mieux illustrer le chemin emprunté par le mythe.

### Shangdu auXXesiècle
Le XXe siècle perpétue la légende de la cité ou du palais imaginé et fantasmé. On peut citer Citizen Kane d'Orson Welles, Les Horizons perdus de Frank Capra (adapté du roman homonyme de James Hilton), Mandrake le Magicien ou une histoire de Picsou en 1991, Retour à Tralla La par l'américain Don Rosa.
Pour ses riverains actuels, Shangdu est parfois appelée Xiancheng, soit la ville apparue, pour évoquer le fantôme de cette cité qui surgit parfois dans toute sa splendeur à qui s'aventure sur les lieux.
Des fouilles archéologiques ont été effectuées qui mettent en évidence le dessin de la ville. Le site a été ouvert aux visiteurs et devient une attraction touristique.
Au Patrimoine mondial de l'UNESCO, où le site est inscrit depuis 2012 pour une surface de 25 131 ha, la ville est nommée Xanadu,.